# Cicatrice

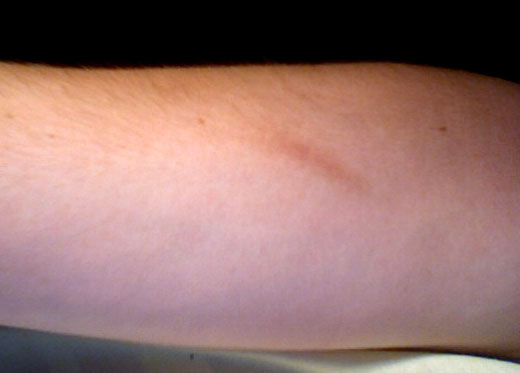
Cicatrice mineure au bras, environ un an après la blessure

Une cicatrice est la partie visible d'une lésion du derme après la réparation du tissu, à la suite d'une blessure, ou une incision effectuée au cours d'une opération.
La cicatrisation fait partie intégrante du processus de guérison. À part les lésions très mineures, chaque blessure (après un accident, une maladie, ou un acte chirurgical) engendre une cicatrice plus ou moins importante. Le tissu cicatriciel n'est pas identique au tissu qu'il remplace et est habituellement de qualité fonctionnelle inférieure. Par exemple, les cicatrices cutanées sont plus sensibles au rayonnement ultraviolet, les glandes sudoripares et les follicules pileux ne se développent pas sous la cicatrice ; la formation de cicatrices consécutives à un infarctus du myocarde provoque une perte de puissance du muscle cardiaque et augmente les risques d'arrêt cardiaque. Cependant, quelques tissus (par exemple l'os) peuvent guérir sans détérioration structurelle ou fonctionnelle.
Les traitements pour les cicatrices peuvent être esthétiques : crème au collagène ou élastine ;  huile essentielle de citron ou lavande (à mélanger avec de la crème), ou de type médical : ionisation ; corticostéroïdes.

## Anomalies
Une cicatrice peut être douloureuse quelques années après l'opération chirurgicale, et avoir un effet sur l'état psychologique du patient[réf. nécessaire].
Elle peut aussi se transformer en chéloïde.

## Traitements

### Généralités
Aucune cicatrice ne peut être complètement effacée.
Un certain nombre de traitements à base de silicone, gel dermo-réparateur sans silicone ou d'injections de stéroïdes, sont utilisés en routine pour corriger les cicatrices.
De façon chronologique, l’injection de corticostéroïdes est pratiquée depuis les années 1960, les pansements compressifs sont utilisés dès le début des années 1970 et les pansements à base de silicone ont été introduits dans les années 1980.

### Techniques

#### Feuilles de silicones et polymères
La feuille de silicones est proposée pour les cicatrices colorées, hypertrophiques et chéloïdes, elle activerait le processus naturel de régénération de la peau. Le patch stimulerait la circulation sanguine des tissus conjonctifs et augmenterait la température cutanée et la pression autour de la cicatrice[réf. nécessaire].

#### Dermorestauration
La dermorestauration consiste à stimuler la peau à l’aide d’un cylindre tapissé de micro-aiguilles dans le but d’activer la synthèse de collagène. Cette technique est utilisée pour le traitement des cicatrices liées à l’âge ou de certaines cicatrices d’acné[réf. nécessaire].

#### Pansements compressifs
Les pansements compressifs sont réalisés à partir de matériaux élastiques qui épousent étroitement la cicatrice. Ils permettent d’appliquer une pression constante sur la cicatrice afin de l’aplanir et la rendre plus souple (ils sont plus efficaces lorsqu’ils sont portés 24 heures par jour pendant 6 à 12 mois).
Ils sont utilisés majoritairement pour le traitement de cicatrices étendues comme les brûlures et ne se révèlent efficaces que sur les cicatrices récentes[réf. nécessaire].

#### Dermabrasion
La dermabrasion consiste à enlever la surface de la peau à l’aide d’une petite meule abrasive. Elle est souvent pratiquée sous anesthésie générale[réf. nécessaire]. Elle peut se révéler utile pour réduire les cicatrices protubérantes[réf. nécessaire] mais est moins efficace sur les cicatrices creuses.

#### Injections d'acide hyaluronique ou d'inducteurs de collagène
Les injections d'acide hyaluronique réticulés ou d'inducteurs de collagène peuvent être utilisées pour élever les cicatrices « déprimées » au niveau de la peau environnante[réf. nécessaire]. Les effets sont temporaires et les injections doivent être répétées régulièrement. Le collagène n'est plus utilisé pour ce type de traitement compte tenu des risques de réaction allergique chez certains individus.

#### Injections de stéroïdes
C’est le traitement standard des cicatrices chéloïdes[réf. souhaitée]. L’injection de stéroïdes est réalisée dans la cicatrice afin d’inhiber la prolifération des fibroblastes et la synthèse de collagène. Le traitement permet ainsi d’aplanir et de ramollir la cicatrice[réf. nécessaire]. Le traitement est répété à 4-6 semaines d’intervalle.
Seule une faible dose de stéroïdes passe dans la circulation sanguine et les effets secondaires de ce traitement sont mineurs[réf. nécessaire]. Cependant, il entraîne l’amincissement des tissus et une télangiectasie dans près de 63 % des cas.

#### Ablation thermo-mécanique Tixel
Ce système fractionné utilise des micro-pyramides chauffées à 400 °C qui, après contact très bref, avec la peau vont induire une amélioration de texture et de teint de peau, tout en réduisant sensiblement le relief des cicatrices. Il peut être utilisé conjointement avec des produits de mésothérapie.

#### Lasers
Les traitements par laser ont été introduits à la fin des années 1980.
Les traitements fractionnés au laser CO2 ou laser Erbium peuvent corriger les défauts de texture (relief) et/ou de teint  et augmenter le confort du patient[réf. nécessaire].
Le traitement par ActiveFX cible principalement la surface de la cicatrice[réf. souhaitée]. Le rayon laser est appliqué de façon fractionnée afin de laisser intacts des « ponts » de peau non traitée qui permettront d’accélérer le processus de cicatrisation. Les défauts de coloration peuvent ainsi être atténués et la texture de la cicatrice améliorée[réf. nécessaire].
À l’inverse DeepFX traite la cicatrice en profondeur afin de réorganiser la structure de collagène. Sous l’effet du traitement, la surface de la peau est aplanie et sa texture améliorée[réf. nécessaire].
En agissant directement sur les trajets vasculaires cutanés, certains lasers peuvent également réduire les rougeurs de la plupart des cicatrices[réf. nécessaire] (6–10 semaines après le traitement initial). Ils n’ont cependant pas démontré leur efficacité dans l’aplatissement des cicatrices cutanées.
Plusieurs lasers cosmétiques dits « de resurfacing » ont également été approuvés par la FDA (U.S. Food and Drug Administration) pour le traitement des cicatrices d’acné[réf. nécessaire].

#### Cicatrisation assistée par laser
La cicatrisation assistée par laser vise à stimuler les mécanismes naturels de régénération et de réparation de la peau initiés dès la phase critique de la fermeture de plaie soit dès le début du processus de cicatrisation.
Appliquée très précisément à cette phase, une augmentation contrôlée de la température induit un stress thermique qui permet de réduire l’inflammation, améliore la cicatrisation, minimise les complications postopératoires et réduit la cicatrice résiduelle,.
La cicatrisation assistée par laser peut améliorer le confort postopératoire des patients, minimiser les risques de complications cicatricielles et réduire la cicatrice résiduelle[réf. nécessaire].
Son usage est encore limité au traitement des cicatrices chirurgicales[réf. nécessaire] ; les cicatrices anciennes peuvent être traitées si celles-ci font l’objet d’une reprise chirurgicale[réf. nécessaire].

#### Chirurgie
L’excision chirurgicale des cicatrices hypertrophiques ou chéloïdes est souvent utilisée en association avec d’autres techniques comme la pressothérapie ou des feuilles de gel de silicone. L’excision isolée de cicatrices chéloïdes s’accompagne toutefois d’un taux de récidive élevé de l’ordre de 45 %[réf. souhaitée].
Une étude clinique est en cours[réf. souhaitée] pour évaluer les bénéfices d’un traitement associant chirurgie et cicatrisation assistée par laser dans le cas de cicatrices hypertrophiques ou chéloïdes.

#### Radiothérapie
La radiothérapie superficielle à faible dose est utilisée pour le traitement des cicatrices chéloïdes réfractaires aux autres approches thérapeutiques[réf. nécessaire]. Elle est utilisée plus largement[réf. nécessaire] depuis le début des années 1980 grâce aux accélérateurs de haute et moyenne énergie qui permettent de limiter le risque de radiodermite.

#### Autres traitements
L’utilisation de vitamine E et d’extrait d’oignon comme traitement des cicatrices peut parfois se révéler en partie efficace mais dans certains cas, ces traitements aggravent l’apparence de la cicatrice,.